# San José del Playón
San José del Playón es un centro poblado de Marialabaja, Colombia, ubicado en el norte del departamento de Bolívar, tiene una extensión de 528 km cuadrados. A orillas de la Represa Arroyo Grande-El Playón.

## Economía local
El uso de la tierra ha sido especialmente agrícola donde se destacan el cultivo de ñame, yuca, aguacate, frutas como limón, naranja, maíz, melón, mango, patilla y papaya y la cría de especies menores, mientras que en los valles se explota la actividad ganadera.

## Vía de acceso
A este centro poblado se llega desde la Troncal del Caribe, sentido Maria La Baja - San Onofre desde la vereda Nueva Esperanza.
Este centro poblado conecta además poblaciones de Paraíso y San Cristóbal del municipio San Jacinto. Además, del centro poblado Santo Domingo de Meza de El Carmen de Bolívar.
Actualmente, esta via terciaria se encuentra en construcción con sistema placa huella en sectores críticos, afirmado y dos puentes.

## Topografía e hidrografía
San José del Playón pertenece en la zona de transición de los Montes de María y la Cuenca del Canal de Dique. Se caracteriza por su relieve ondulado y su cercanía a la alta montaña montemariana. Este centro poblado esta a orilla del Embalse Arroyo Grande-El Playón.

## Problemas ambientales
La represa fue creada en el gobierno de Lleras Restrepo como proyecto de su gran reforma agraria para el fortalecimiento del sector arrocero del país, principal economía del municipio de María La Baja reemplazando los decadentes cañaduzales de la región. A principio del siglo XXI y desde la llamada apertura económica, la llegada de la Palma Africana ha causado la desertificación del terreno y la contaminación esta fuente de agua afectando a la población campesina del alrededor, además de deteriora el bosque seco tropical de este sector del Caribe Colombiano.